# Bernhard Heusler
Bernhard Heusler (* 27. Dezember 1963 in Basel) ist ein Schweizer Staatsbürger, promovierter Jurist, langjähriger Rechtsanwalt, Ehrenpräsident des Fussballclubs FC Basel 1893 und Ehrenmitglied der Swiss Football League sowie Co-Präsident der Stiftung Schweizer Sporthilfe.

## Leben
Heusler studierte Rechtswissenschaften an der Universität Basel (lic. iur. 1988; summa cum laude). Er war wissenschaftlicher Assistent bei René Rhinow und wurde in Basel 1992 zum Dr. iur. promoviert. 1994 absolvierte er einen Nachdiplomkurs an der University of California, Davis und war 1994/95 bei der New Yorker Kanzlei Davis Polk & Wardwell tätig. Ab 1994 arbeitete er in der Kanzlei Wenger Plattner in Basel, von 2000 bis 2014 als Partner, und betreute Mandate im Fokus Gesellschaftsrecht, IT-Recht und Sportrecht. Anschliessend war er bis 2017 bei der Anwaltskanzlei Walder Wyss in Basel als Konsulent tätig. Heute ist er Partner bei Heusler Werthmüller Heitz, einer Agentur für Beratung in Wirtschaft, Sport und Kultur. Als Experte für Leadership hat er im Oktober 2023 ein Buch unter dem Titel "Ein Team gewinnt immer. Mein Leadership-Abc" im NZZ Libro Verlag veröffentlicht und tritt als Redner an Konferenzen und Veranstaltungen auf.
Heusler hat verschiedene Verwaltungsratsmandate inne, darunter der Valora Holding AG. Er ist Präsident der Stiftung für kranke Kinder in Basel.
Heusler ist verheiratet und Vater von zwei Kindern.

### Verwaltungsratsmandate
- Schneider-Immo-Globe AG
- Immobal
- SB Meat Holding AG
- TCR Neuhof AG
- Glanzmann Generalunternehmung AG
- Glanzmann Management AG
- The Irish Pub Company Basel AG
- Futura Sport AG
- Waldmeier Ltd
- Valora Holding Sa
- Move Sport + Style AG
- Montana Sport AG
- Sopred Ltd
- FC Basel 1893 AG
- John Valentine Fitness Club Basel AG
- FC Basel Holding AG
- O.T. Drescher Ag
- Euxinus AG
- The Irish Pub Company Locarno SA[4]

### FC Basel
Bernhard Heusler war Präsident und Delegierter des Verwaltungsrates des Fussballclubs FC Basel. Von 2012 bis 2017 fungierte Heusler als Präsident des Fussballclubs. Unter der Ära von Heusler gewann der Schweizer Club den Meistertitel acht Mal in Folge und der FC Basel konnte erstmals einen Umsatz über 100 Millionen Schweizer Franken verzeichnen.

## Veröffentlichungen
- Ein Team gewinnt immer. Mein Leadership-Abc, NZZ Libro, 2023, ISBN 978-3-907396-49-0